# Mansoa (Guiné-Bissau)
Mansoa é uma cidade e sector da região administrativa de Oio na Guiné-Bissau.
A cidade é formada por duas porções principais, uma ao norte e outra ao sul, separadas pelo rio Mansoa. O sector possuía cerca de 47.000 habitantes (2009) espalhados em uma área territorial de 1 096,7 km², enquanto que a cidade possuía 7.376 habitantes (2008).
Constitui um relevante centro de comércio e uma zona militar de importância estratégica para o país.

## Etimologia
Recebe o nome do principal acidente geográfico do sector, o rio Mansoa.

## História
Mansoa é historicamente ligada a existência do régulo dos balantas de Braia (actualmente uma vila-secção de Mansoa), que constituía um centro de relativa importância entre o leste e o oeste da Guiné Portuguesa, principalmente para a navegação no rio Mansoa.
No século XIX os portugueses instalaram um precário posto de comércio pouco abaixo de Braia, às margens da confluência do rio Braia com o Mansoa, que viria ser o núcleo inicial da atual cidade de Mansoa. No entanto, não havia um posto colonial forte e permanente, a não ser uma pequena presença ao sul, em Porto Gole, ou ao oeste, em Safim.
A primeira (1897) e a segunda (1902) grande investida colonial em Mansoa e na região de Oio deu-se com a tentativa frustrada de obrigar os balantas a pagar o imposto de palhota, que foi fortemente repelida pelos nativos.
A terceira e a quarta tentativas, entre março e julho de 1913, que se incluem nas nefastas Campanhas de Pacificação e Ocupação, a princípio foram vencidas pelos balantas em duas batalhas; porém, na terceira batalha, houve uma terrível derrota dos balantas, dando margem para que os portugueses instalassem um posto militar permanente em Mansoa já em julho de 1913. O régulo de Braia deixa de ter poder e é obrigado a ficar nas proximidades do aquartelamento militar lusitano do vilarejo.

## Geografia
A cidade de Mansoa está localizada às margens do rio Mansoa, mesmo rio que atravessa o sector de leste a oeste, sendo muito importante para suprimento de água potável e fonte de proteínas alimentares.
Localiza-se a cerca de 60 quilómetros de Bissau.

### Demografia
Os grupos étnicos de mais expressão na cidade-sector são os balantas, mais especificamente o subgrupo dos mansoncas, muito embora possua representação de todas as origens guineenses.

## Política e administração
Na cidade funciona o Tribunal Sectorial de Mansoa, que foi inaugurado em 24 de maio de 2018, construído com o apoio do Programa das Nações Unidas para o Desenvolvimento (PNUD).

## Infraestrutura

### Transportes
Mansoa é ligada ao território nacional pela Estrada Nacional nº 1 (N1), que a liga à Safim/Bissau, ao oeste, e a Bambadinca, ao leste. Outra rodovia importante é a Estrada Regional nº 2 (R2), que a liga a cidade de Mansabá e a capital regional Farim, ao norte. Além desta, existe a Estrada Regional nº 2 (R2), que a liga a cidade de Bissorã e a vila-secção de Barro, ao noroeste.
Mansoa também possui um pequeno porto fluvial especializado em embarque e desembarque de pescados.

### Comunicações
Entre as operadoras de rádio, há transmissões da Rádio Sol Mansi e da Radiodifusão Nacional da Guiné-Bissau. Os serviços postais, de encomendas e de cargas da cidade e do sector são geridos pelos Correios da Guiné-Bissau.

### Educação
A cidade possui um campus-polo da Escola Normal Superior Tchico Té (ENSTT). A ENSTT oferta basicamente licenciaturas.

## Cultura e lazer
- Ponte Amílcar Cabral (1964);
- Mercado Central;
- Antigo edifício dos correios;
- Casa do governador;
- Antigo cinema;
- Antiga central elétrica;
- Casa Gouveia.

### Desportos
A prática desportiva mais popular da localidade é o futebol, e sua equipa mais famosa é o Clube de Futebol Os Balantas.